# L'Or et le Plomb
Pour plus de détails, voir Fiche technique et Distribution.
L'Or et le Plomb est un film français réalisé par Alain Cuniot et sorti en 1966.

## Fiche technique
- Titre : L'Or et le Plomb
- Réalisation : Alain Cuniot
- Scénario : Alain Cuniot, d'après le conte de Voltaire, Le Monde comme il va
- Photographie : Yann Le Masson
- Musique : Michel Legrand
- Décors : Léon Barsacq
- Son : René Levert
- Montage : Francine Grubert
- Sociétés de production : Les Films Jacques Willemetz - S.I.P.A.C.
- Pays d'origine :  France
- Genre : Drame
- Durée : 92 minutes
- Date de sortie : 
  - France - 16 mars 1966

## Distribution
- Paul Bisciglia
- Emmanuelle Riva : la femme du monde
- Jean Massin : l'historien
- Max-Pol Fouchet : le poète
- Yvonne Clech : l'invitée
- Michel Legrand : le musicien
- Raymond Gerbal : l'ouvrier
- José Valverde : le narrateur